# Hyperchiria
Hyperchiria is een geslacht van vlinders van de familie nachtpauwogen (Saturniidae), uit de onderfamilie Hemileucinae.

## Soorten
- H. acuta (Conte, 1906)
- H. acutus Conte, 1906
- H. aniris (Jordan, 1910)
- H. bicolor Bouvier, 1930
- H. gadouae Lemaire, 1966
- H. incisa Walker, 1855
- H. nausica (Cramer, 1779)
- H. orodina (Schaus, 1906)
- H. plicata (Herrich-Schäffer, 1855)
- H. schmiti Meister & Storke, 2004